# Anemoria
Anemoria (grec antic: Ανεμώρεια, literalment 'exposada als vents') és el nom d'una antiga ciutat grega de la Fòcida, esmentada per Homer al Catàleg de les naus de la Ilíada.
Segons Estrabó, portava aquest nom pels cops de vent que de tant en tant hi arribaven. Diu a més que alguns autors l'anomenaven Anemolea. El seu territori havia fet de frontera entre els focis i Delfos cap a l'any 457 aC, quan els habitants de Delfos, incitats pels lacedemonis, van decidir de separar-se dels focis i fundar el seu propi estat.